# Nacht van de Geschiedenis (Vlaanderen)
De Nacht van de geschiedenis is een jaarlijks weerkerend evenement in Vlaanderen, op initiatief van het Davidsfonds.
Meestal in het vroege voorjaar worden op verschillende locaties, verspreid over heel Vlaanderen, evenementen, lezingen, rondleidingen gehouden op historische locaties of over historische onderwerpen. Het aanbod bestaat uit circa 200 verschillende initiatieven. Niet alleen door het Davidsfonds zelf georganiseerde lezingen, maar ook plaatselijke initiatieven van bijvoorbeeld een heemkundige kring of van amateurarcheologen sluiten hierbij aan.
Ook in Nederland zijn er op dat moment verschillende initiatieven, al dan niet onder dezelfde benaming. In Nederland is de "Nacht van de Geschiedenis" ook een onderdeel van de Maand van de Geschiedenis.